# 馬王
馬王。（ばおう、1977年1月19日 - ）は、SMA NEET Project所属。コンビ「うまいずみ。」のツッコミ。本名は有間 勇太（ありま ゆうた）。

## 来歴
- 1999年「馬のなんこつ」というコンビで初舞台
- 当時の相方は後に落語家の鈴々舎馬ることして活動する松友宏士。
- 2003年「馬車馬」というコンビで活動、ワタナベエンターテインメントに所属。当時の相方は後にヒカリゴケとして活動する片山裕介（現・笑福亭茶光）
- 同年漫才協会に入りWエースの下に弟子入りをし、Wエース最後の弟子として浅草東洋館で修業をする。
- 2007年にジャンボ仲根Jr.（その芸名の通りジャンボ仲根こと仲根正広の息子）と「エコギャング」を結成し、SMA NEET Projectに移籍。
- 2010年3月末にエコギャング解散。ピン芸人として活動を始める。
- 2017年、メトロポリちゃんVとのコンビ「うまめせん」を結成し、同年4月に解散[1]。
- 2021年4月、地方競馬アンバサダーに就任。
- 2022年2月、今泉（元18KIN）とユニット「うまいずみ。」を結成。同年6月より正式にコンビとして活動開始[2]。
- 2022年4月、地方競馬アンバサダーに2期目就任。
- 2025年4月　自身初のメディアレギュラー番組「岩手競馬LiveハヤテTV」に天の声として出演

## 人物・芸風
- 芸名の由来は昔のチャットネームに由来。その名の通り競馬が得意で3年間JRAのイベント（競馬教室）で講師として従事し、CSのグリーンチャンネルでコーナーを務めていた。
- エフエム浦安で8年間冠番組を持っていたが、その最終回の生放送で大泣きし局長を困らせた事は「馬の漢泣き」として言い伝えられている。現在はネットラジオ局（ちょあへよ.com）にて『馬王デモ可』と言う番組をやっている。
- 競馬予想で全12R的中を達成した事がある。
- 「馬王会」という馬王を囲む競馬会がソニーにはあり、第一回のライブで70倍超の予想を的中させ、そのライブ全体で100万円以上の儲けを出した。
- 諸葛亮孔明に扮装しショートコントをやった後レディ・ガガの曲に合わせて踊るキャラ芸や、上手い事を言った後にニヤリと笑う「したり笑いの時間」等のネタがある。
- 基本はツッコミであるのだが、その「間違ったツッコミ」はもはや持ち味となっている。
- とにかくスベるが「鋼のハート」は折れる事が無い。
- バイトをすると必ず出世するらしい。
- エコギャング時代はカンフー服姿で一言ネタを言う「一撃コント」というネタや、ギャングの格好をして演じるコント「デキるボス」と「ダメなボス」の対比ネタなどをやっていた。
- 競馬芸人として「競馬に詳しくない人でも楽しめる競馬」というネタをしている。
- 和柄を好み、服装は派手な柄が多い。

## 出演

### テレビ
- 爆笑オンエアバトル（NHK総合） - 戦績0勝1敗 最高293KB
- あらびき団（TBSテレビ） - 2008年5月21日（第29回）
- イツザイ（テレビ東京） - 2008年10月18日初出演、キャッチコピーは「チャイニーズギャグマシーン」
- お笑い図鑑 ハマヌキ（tvk）
- お台場お笑い道（フジテレビ739） - 2008年11月2日（第39回）
- ワッチミーTV（BSフジ） - 2008年11月16日（マリエ賞獲得）
- 明日のレース展望（グリーンチャンネル）
- 競馬場の達人（グリーンチャンネル）
- イチオシ大予想TV「馬キュン!」（BSフジ、2015年1月17日 - ） - 準レギュラー
- 馬キュン（Youtube）
- 岩手競馬LiveハヤテTV（ニコニコ生放送公式）

### ラジオ
- 笑ってE-じゃん!（ラジオ日本）
- エコギャングの一寸まちやがれ!（市川うららFM）
- 馬王でも可!（ちょあへよ.com） - ネットラジオ